# Olavo de Carvalho
Olavo Luiz Pimentel de Carvalho (* 29. april 1947, Campinas, Brazilija; † 24. januar 2022, Richmond, Virginija, ZDA) je bil brazilski konservativni novinar in esejist, ki je zagovarjal ezoterične in konspirativne ideologije. Imel je velik vpliv na brazilsko skrajno desnico in družino Bolsonaro.